# ويليام في. بي. فان ديك
ويليام في. بي. فان ديك (بالإنجليزية: William V. B. Van Dyck)‏ هو مهندس أمريكي، ولد في 8 سبتمبر 1875 في نيو برونزويك في الولايات المتحدة، وتوفي في 13 مارس 1981 في سكنيكتادي في الولايات المتحدة.